# أنطونيو دي خيسوس لوبيز
أنطونيو دي خيسوس لوبيز (بالإسبانية: Antonio de Jesús López)‏ هو لاعب كرة قدم مكسيكي في مركز الوسط، ولد في 1997 في مدينة مكسيكو في المكسيك. لعب مع نادي أمريكا.

## وصلات خارجية
- أنطونيو دي خيسوس لوبيز على موقع قاعدة بيانات كرة القدم.إي يو (الإنجليزية)
- أنطونيو دي خيسوس لوبيز على موقع ناشيونال فوتبول تيمز (الإنجليزية)
- أنطونيو دي خيسوس لوبيز على موقع Soccerway.com (الإنجليزية)